# هشت‌پاریختان
هشت‌پاریختان (نام علمی: Octobrachia) نام یک فراراسته از زیررده نیام‌داران است.